# Somerset megye (Maryland)
Somerset megye az Amerikai Egyesült Államokban, azon belül Maryland államban található. Megyeszékhelye és legnagyobb városa Princess Anne. Lakosainak száma 24 620 fő (2020. április 1.). Somerset megye Accomack, Wicomico, Worcester, Dorchester és Saint Mary's megyékkel határos.

## Népesség
A megye népességének változása:
| Lakosok száma | 26 488 | 26 344 | 26 206 | 26 273 | 25 768 | 24 620 |
|               | 2010   | 2011   | 2012   | 2013   | 2015   | 2020   |